# Cuscuta woodsonii
Cuscuta woodsonii är en vindeväxtart som beskrevs av Truman George Yuncker. Cuscuta woodsonii ingår i släktet snärjor, och familjen vindeväxter. Inga underarter finns listade i Catalogue of Life.